# Монтіселло (Індіана)
Монтіселло (англ. Monticello) — місто (англ. city) в США, в окрузі Вайт штату Індіана. Населення — 5508 осіб (2020).

## Історія

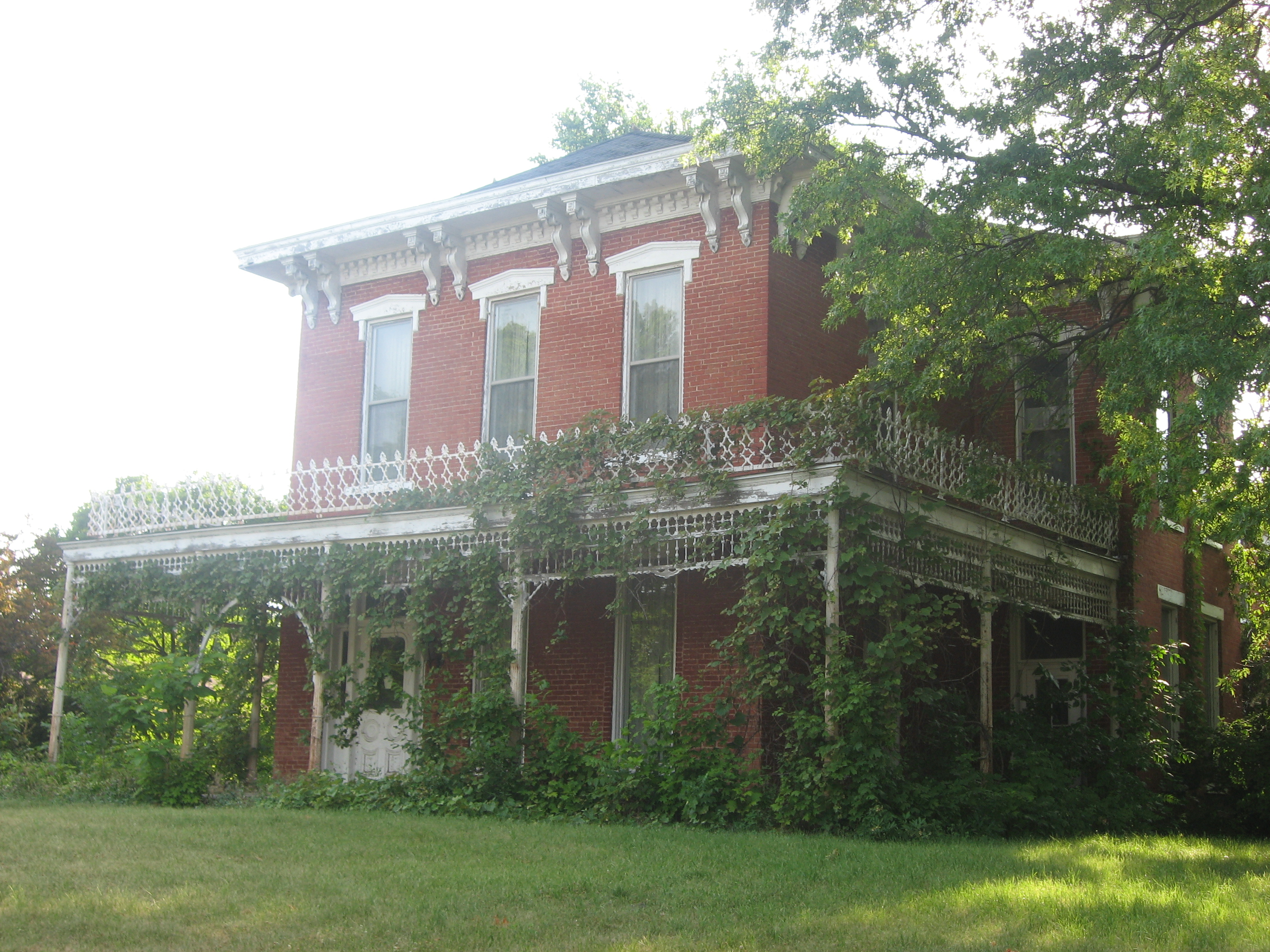
Будинок Джеймса Калбертсона Рейнольдса в Монтіселло внесено до Національного реєстру історичних місць США

Монтіселло був заснований у 1834 році як адміністративний центр округу, з поштовим відділенням, заснованим того ж року, яке працює й донині. Місто було названо на честь маєтку Президента Томаса Джефферсона Монтіселло у Вірджинії. У 1853 році Монтіселло офіційно отримав статус міста.
Монтіселло зазнав серйозних пошкоджень від торнадо 3 квітня 1974 року, що стало частиною суперспалаху 1974 року, який спричинив смерть і руйнування на Середньому Заході та Півдні. Наслідки цього шторму описані в книзі газети «Herald Journal» під назвою «Смертельно небезпечне торнадо» (англ. Killer Tornado). Торнадо було оцінено як F4 за шкалою Фудзіти. Цей шторм забрав життя восьми людей і був частиною сім'ї торнадо, яка забрала життя 18 людей, завдавши збитків приблизно на 100 мільйонів доларів. Відразу після шторму новинні агентства повідомили про триста смертей по всій території Сполучених Штатів та створення тимчасових моргів. У місцевій газеті писали, що наслідки були схожі на бомбардування часів Другої світової війни.
2 вересня 2005 року згорів завод Jordan Manufacturing. Компанія виробляла вуличні меблі, такі як розкладні стільці, парасольки та подушки для сидінь. Через матеріали, що використовуються для виготовлення цих виробів, чотири міські квартали були забруднені токсинами. Пожежа була настільки великою, що для боротьби з нею знадобилося пожежників із семи навколишніх громад, і протягом перших трьох годин пожежі знадобилося приблизно «3000 галонів води на хвилину».  Хоча така пожежа може й не бути великою подією для великого міста, вона мала глибокий вплив на Монтіселло, оскільки Jordan Manufacturing була одним з небагатьох виробничих підприємств, що залишилися в місті після рецесії у 2000-х роках.
Бібліотека Монтіселло Карнегі, Будинок Джеймса Калбертсона Рейнольдса та Будівля Південної початкової школи занесені до Національного реєстру історичних місць США.

## Географія
Монтіселло розташоване за координатами 40°44′43″ пн. ш. 86°46′2″ зх. д. / 40.74528° пн. ш. 86.76722° зх. д. (40.745231, -86.767256).  За даними Бюро перепису населення США в 2010 році місто мало площу 9,55 км², з яких 8,99 км² — суходіл та 0,56 км² — водойми.

## Демографія
Згідно з переписом 2010 року, у місті мешкало 5378 осіб у 2179 домогосподарствах у складі 1319 родин. Густота населення становила 563 особи/км².  Було 2457 помешкань (257/км²).
Расовий склад населення:
| - 90,8 % — білих - 0,8 % — азіатів - 0,4 % — корінних американців - 0,4 % — чорних або афроамериканців - 5,5 % — осіб інших рас |

До двох чи більше рас належало 2,1 %. Частка іспаномовних становила 12,5 % від усіх жителів.
За віковим діапазоном населення розподілялося таким чином: 24,0 % — особи молодші 18 років, 54,9 % — особи у віці 18—64 років, 21,1 % — особи у віці 65 років та старші. Медіана віку мешканця становила 40,4 року. На 100 осіб жіночої статі у місті припадало 89,9 чоловіків;  на 100 жінок у віці від 18 років та старших — 84,6 чоловіків також старших 18 років.
Середній дохід на одне домашнє господарство  становив 49 267 доларів США (медіана — 36 330), а середній дохід на одну сім'ю — 62 940 доларів (медіана — 55 020). Медіана доходів становила 39 651 долар для чоловіків та 26 350 доларів для жінок. За межею бідності перебувало 12,2 % осіб, у тому числі 8,7 % дітей у віці до 18 років та 4,4 % осіб у віці 65 років та старших.
Цивільне працевлаштоване населення становило 2104 особи. Основні галузі зайнятості: освіта, охорона здоров'я та соціальна допомога — 26,6 %, виробництво — 26,4 %, роздрібна торгівля — 13,7 %, мистецтво, розваги та відпочинок — 8,4 %.